# Boucotte Wolof
Pour les articles homonymes, voir Boucotte.
Boucotte Wolof est un village du Sénégal situé en Basse-Casamance dans le sud-ouest du pays et la zone touristique de Cap Skirring. Il fait partie de la  commune de Diembéring, dans l'arrondissement de Kabrousse, le département d'Oussouye et la région de Ziguinchor.

## Population
Comme son nom l'indique, le village est habité principalement par des Wolofs. 
Lors du dernier recensement il comptait 1 327 habitants et 185 ménages.